# Tevin Ihrig
Tevin Ihrig (* 10. März 1995 in Worms) ist ein deutscher Fußballspieler. Der Abwehrspieler steht bei Wormatia Worms unter Vertrag.

## Karriere
Seine fußballerische Laufbahn begann Ihrig in seiner Geburtsstadt bei Wormatia Worms. Er wechselte im Alter von 14 Jahren in die Jugend des 1. FSV Mainz 05 und durchlief bis 2014 die Jugendmannschaften des Vereins. Sein Debüt für die zweite Mannschaft des FSV gab er am 14. Mai 2015 beim 2:0-Sieg gegen die TuS Koblenz in der Regionalliga Südwest in der Startaufstellung. Bei den Aufstiegsspielen um die 3. Liga stand er im Kader, wurde aber nicht eingesetzt. Sein Debüt in der 3. Liga absolvierte er am 13. September 2014 bei einem 0:0 im Spiel gegen Energie Cottbus. Sein erstes Tor erzielte er am 2. Mai 2015 beim 3:1-Sieg gegen die SG Sonnenhof Großaspach per Kopfball nach einem Eckball von Philipp Klement zum 1:0. Nach vier Jahren in Mainz kehrte Ihrig 2018 zu seinem Heimatverein Wormatia Worms zurück.

## Erfolge
- Aufstieg in die 3. Liga: 2014 (1. FSV Mainz 05 II)